# Секс-символ

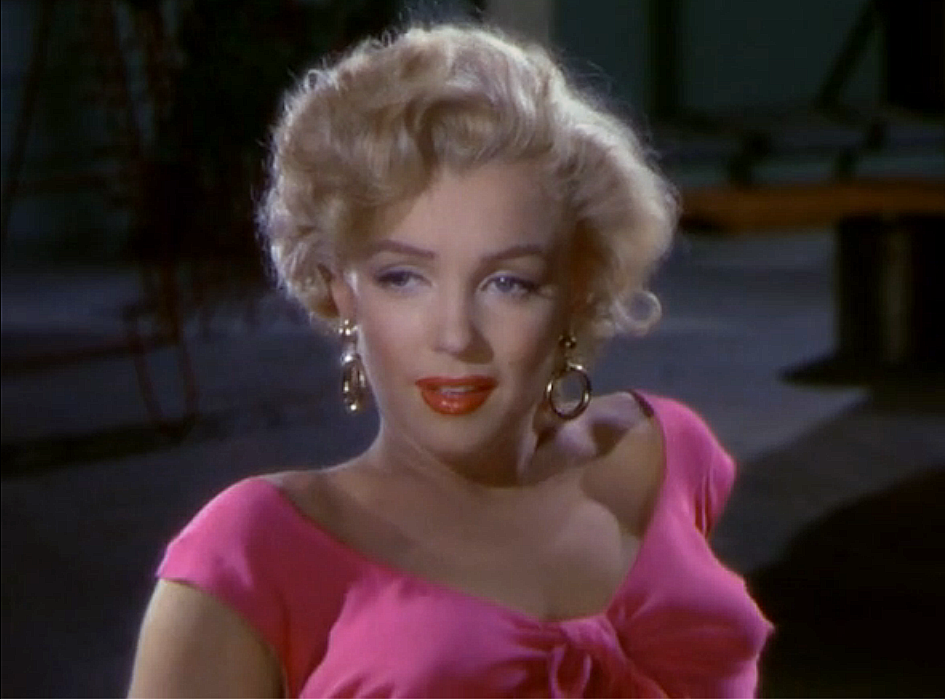
Згідно з BBC, Мерилін Монро є одним із найзнаменитіших секс-символів в історії

Секс-си́мвол — знаменита особа, яку вважають зразком і символом сексуальної привабливості для широкої публіки. ЗМІ й телебачення відіграють чималу роль у створенні й культивації образу секс-символу тієї чи іншої особи. Вважають, що це поняття стало вживатися приблизно з 1911 року. Сьогодні секс-символи стали невід'ємною частиною поп-культури й активно породжуються індустріями звукозапису, кіно, моди й спорту, а також з'являються й серед політиків.

## Історія
Термін вперше був використаний між 1910-ми і 1920-ми для опису перших нових кінозірок епохи. Кіностудії значною мірою покладаються на зовнішній вигляд і сексуальну привабливість своїх акторів, щоб привернути увагу аудиторії. Використання цього поняття збільшилося під час Другої світової війни. 
У ХХ столітті секс-символи могли бути як чоловічими, так і жіночими: такі актори, як романтичний Сессуе Хаякава та спортивний Дуглас Фербенкс, були популярні в 1910-х і 1920-х. Смерть типового екранного коханця Рудольфа Валентино в 1926 році викликала масове невдоволення його прихильниць. У Голлівуді багато кінозірок вважалися секс-символами, наприклад Еррол Флінн, Гері Купер і Кларк Гейбл.
Образ «поганого хлопця» 1950-х був уособленням таких секс-символів, як Джеймс Дін і Марлон Брандо, а такі акторки, як Мерилін Монро, Джейн Менсфілд і Бріжит Бардо, вважалися стереотипними блонд-бомбами. 
Якщо до 1950-х секс-символ вважався лише сексуальним ідеалом, то в 1960-х він став символом емансипації тіл і сексуальності разом із сексуальною революцією.